# Важенин, Андрей Владимирович
Андре́й Влади́мирович Важе́нин (род. 18 марта 1958, Челябинск) — российский медик, учёный в области онкологии и радиологии, доктор медицинских наук, профессор, заслуженный врач РФ (2000), академик РАН (2016, членкор РАМН с 2004), создатель научной школы онкорадиологов на Урале. Исполняющий обязанности ректора Южно-Уральского государственного медицинского университета (2021—2022).

## Биография

### Ранние годы
Родился в семье врачей: мама — радиолог-гинеколог, отец — рентгенолог. Закончил челябинскую физико-математическую школу № 31 в 1975 году. В 1981 году окончил с отличием лечебный факультет Челябинского государственного медицинского института по специальности "лечебное дело", после чего остался в клинической ординатуре на кафедре онкологии альма-матер. Окончил её в 1983 году и поступил на работу в Челябинский областной онкологический диспансер.

### Научная работа
В 1986 году в Сибирском филиале ОНЦ РАМН (Томск) защитил кандидатскую диссертацию «Особенности иммунитета и гормональной секреции при первично-множественности злокачественных опухолей», выполненную под руководством профессоров Льва Эберта и Екатерины Бехтеревой. В 1993 году в Московском научно-исследовательском рентгено-радиологическом институте МЗ РФ защитил докторскую диссертацию «Методические аспекты лучевого лечения рака оро-фарингеальной зоны и губы», выполненную под началом академика РАМН, профессора В. П. Харченко. В 2001 году получил второе высшее образование, окончив Академию народного хозяйства при Правительстве РФ, факультет руководящих работников государственных учреждений.
Обучался также в институтах усовершенствования Москвы, Ленинграда, Казани, Челябинска, прошел стажировку по радиологии в университетах штатов Вашингтон (Сиэтл) и Техас (Хьюстон). Имеет высшую квалификационную категорию врача по специальностям «Радиология», «Онкология», «Организация здравоохранения».
Главный врач Челябинского областного клинического центра онкологии и ядерной медицины (ЧОКЦО и ЯМ) в 1998—2012 и 2013—2021 годах, заведующий кафедрой онкологии, лучевой диагностики и лучевой терапии ЮУГМУ, главный онколог министерства здравоохранения Челябинской области (с 2000), главный радиолог Уральского федерального округа (с 2015). Депутат Законодательного собрания Челябинской области VI—VII созывов (с 2015), член партии «Единая Россия» и одноимённой фракции Заксобрания.
Под руководством Важенина выполнено 116 диссертационных работ, в том числе 17 докторских
Инициатор создания Ассоциации онкологов УрФО в 2002 году избранный её председателем. Также является председателем областных ассоциаций радиологов и онкологов, вице-президентом Российской ассоциации рентгено-радиологов, членом правления Всероссийских ассоциаций онкологов и радиологов. Член Челябинской областной общественной организации «Ассоциация врачей онкологического профиля». С 1999 года член Европейской Ассоциации радиологов и онкологов. Входит в Общественный совет Государственной корпорации по атомной энергии «Росатом».
В 2017 году на три года избран председателем Всероссийского общества ядерной медицины.
Член редакционных коллегий журналов «Вестник хирургии им. И. И. Грекова», «Российского онкологического журнала», «Украинского радиологического журнала», «Сибирского онкологического журнала», «Паллиативная медицина и реабилитация», «Медицинская физика», «Проблемы клинической медицины», «Креативная онкология и хирургия».
В 2006 году избран членом Общественной палаты Челябинской области и вошел в состав ее президиума.
Депутат Законодательного собрания Челябинской области с сентября 2015 года.

### Семья
Вторая жена — Наталья Заварзина. Дочь Дарья — доктор медицинских наук, доцент, сын Илья — заведующий радиотерапевтическим дневным стационаром ЧОКЦО и ЯМ.

## Награды и звания
- Награжден медалью ордена «За Заслуги перед Отечеством» II степени (2006)
- Лауреат губернаторской премии и грамоты 2005 и 2006 годов, в 2003 году отмечен благодарственным письмом Законодательного собрания Челябинской области, в 2006 г. награжден Президиумом Ассоциации космонавтики РФ медалью Академика В. П. Макеева за успехи в совместной деятельности, в 2004 и 2006 гг. награжден медалями Ассоциации онкологов РФ за разработку новых методов диагностики и лечения опухолей, в 2008 г. — знаком отличия «За заслуги перед Челябинской областью»[18].
- В 2014 году стал победителем Всероссийского конкурса «Лучший врач года» в «Специальной номинации» — для тех, кто внес значительный вклад в развитие здравоохранения[19].
- Почётный гражданин Челябинской области (21 февраля 2020) — за значительный заслуги в здравоохранении, выдающийся вклад в развитие онкологической службы и ядерной медицины в Челябинской области
- Почётный гражданин Челябинска (2017)[20].